# Hồng Phong, Cao Lộc
Hồng Phong là một xã thuộc huyện Cao Lộc, tỉnh Lạng Sơn, Việt Nam.
Xã Hồng Phong có diện tích 10,45 km², dân số năm 1999 là 2.649 người, mật độ dân số đạt 253 người/km².
Theo thống kê năm 2019, xã Hồng Phong có diện tích 10,45 km², dân số năm 2019 là 3.087 người, mật độ dân số đạt 295 người/km².